# James Williams (esgrimidor)
James Leighman Williams (Sacramento, 22 de septiembre de 1985) es un deportista estadounidense que compitió en esgrima, especialista en la modalidad de sable.
Participó en dos Juegos Olímpicos de Verano, obteniendo una medalla de plata en Pekín 2008, en la prueba por equipos (junto con Timothy Morehouse, Jason Rogers y Keeth Smart), y el octavo lugar en Londres 2012, en la misma prueba.

## Palmarés internacional
| Juegos Olímpicos | Juegos Olímpicos | Juegos Olímpicos | Juegos Olímpicos  |
| Año              | Lugar            | Medalla          | Prueba            |
| ---------------- | ---------------- | ---------------- | ----------------- |
| 2008             | Pekín (China)    | Medalla de plata | Sable por equipos |